# Comuna Horodeț, Ovruci
Horodeț (în ucraineană Городецька сільська рада) este o comună în raionul Ovruci, regiunea Jîtomîr, Ucraina, formată din satele Horodeț (reședința), Pobîci și Sîrnîțea.

## Demografie
Componența lingvistică a comunei Horodeț
     Ucraineană (99,55%)
     Alte limbi (0,36%)
Conform recensământului din 2001, majoritatea populației comunei Horodeț era vorbitoare de ucraineană (99,55%), existând în minoritate și vorbitori de alte limbi.